# Gambhir Singh
Gambhir Singh (Langthabal, 1788 – Langthabal, 9 gennaio 1834) è stato un principe indiano. Fu Raja di Manipur dal 1825 al 1834.

## Biografia

La pietra di Kohima, monumento fatto erigere dal raja Gambhir Singh per commemorare la sconfitta dei birmani.

Gambhir Singh, figlio di Chingthang Khomba, nacque a Langthabal nel 1788. Fu particolarmente vicino al raja Marjit Singh durante gli ultimi anni del suo regno e fino al 1819, quando fu costretto ad abdicare in seguito all'invasione dei birmani comandati da suo cugino, il principe Jai Singh.  Dopo la sconfitta, Gambhir Singh fuggì a Cachar insieme al sovrano in esilio.
A Cachar, Gambhir Singh, con l'aiuto dei suoi fratelli maggiori, Chourjit e Marjit, detronizzò il monarca locale Govinda Chandra di Cachar, il quale cercò l'aiuto della Compagnia britannica delle Indie orientali per tutelare la propria posizione. Aiuto che gli venne negato, e Govinda Chandra fu allora costretto a rivolgersi al re di Birmania (che sapeva essere avverso alla casata reale di Manipur che aveva detronizzato). Nel 1823 il regnante inviò un vasto esercito a Cachar con l'intento di arrestare Chourjit, Marjit e Gambhir Singh. Le forze birmane procedettero quindi verso il territorio dell'India britannica. Nel marzo del 1824, lord Amherst, governatore generale dell'India, dichiarò guerra alla Birmania. Nel 1823, il governo britannico aveva preso contatti con Gambhir Singh, così circa 500 meitei al comando del principe vennero presi in carico dal Regno Unito e combatterono a fianco alle truppe inglesi per scacciare i birmani da Cachar. Gambhir Singh combatté quella campagna militare insieme a suo cugino, il principe Nara Singh (futuro raja di Manipur), che ebbe un ruolo fondamentale nel liberare la regione dagli occupanti. La prima guerra anglo-birmana terminò con la vittoria degli inglesi. Il 24 febbraio 1826 fu siglato un trattato di pace tra britannici e birmani, noto con il nome di trattato di Yandaboo.  A seguito del quale, Gambhir Singh venne proclamato nuovo raja di Manipur e regnò sullo stato fino alla sua morte, avvenuta il 9 gennaio 1834. Gli successe il figlio ancora minore, Chandrakirti Singh, sotto la reggenza e la tutela del principe Nara Singh.